# Hans Voltz
Hans Voltz (* 9. April 1861 in Hanau; † 27. April 1916 in Kattowitz) war ein deutscher industrieller Interessenvertreter und preußischer Abgeordneter.

## Leben
Nach der Realschule in Hanau besuchte Voltz die höhere Gewerbeschule in Kassel und das dortige Realgymnasium. Anschließend studierte er Naturwissenschaften, Philosophie und Volkswirtschaft in Straßburg und Freiburg im Breisgau. Das Studium wurde unterbrochen durch mehrere Reisen. Er promovierte zum Dr. phil.
Im Jahr 1887 wurde Voltz Generalsekretär des Oberschlesischen Berg- und Hüttenmännischen Vereins. Er war in dieser Funktion auch Redakteur der „Zeitschrift des Oberschlesischen Berg- und Hüttenmännischen Vereins.“ Seit 1895 war er auch Geschäftsführer der östlichen Gruppe des Vereins der Eisen- und Stahlindustriellen. Auch dem Ausschuss des Centralverbandes Deutscher Industrieller gehörte er an.
Politisch gehörte Voltz der nationalliberalen Partei an. Er saß zwischen 1907 und 1911 im Zentralvorstand der Partei. Zwischen 1904 und 1908 war er Mitglied im Preußischen Abgeordnetenhaus.

## Veröffentlichungen (Auswahl)
- Die Ethik als Wissenschaft mit besonderer Berücksichtigung der neueren englischen Ethik. Karl J. Trübner, Straßburg 1886 (Straßburg, Phil. Fak., Inaug.-Diss., v. 1886).
- Statistik der oberschlesischen Berg- und Hüttenwerke für die Jahre 1887 bis 1902. 16 Bde. (1888–1903).
- Die Bergwerks- und Hüttenverwaltungen des Oberschlesischen Industriebezirks. Selbstverlag des Oberschlesischen Berg- und Hüttenmännischen Vereins, Kattowitz 1892.
- Handbuch des oberschlesischen Industriebezirks, Hauptband, 3 Anlage-Bände. Selbstverlag des Oberschlesischen Berg- und Hüttenmännischen Vereins, Kattowitz 1913 (Der Bergbau im Osten des Königreichs Preußen; 2), (Festschrift zum XII. Allgemeinen Deutschen Bergmannstage in Breslau 1913; 2)